# Будинок Максимова
Будинок Максимова (рос. Дом Максимова; інша назва - Будівля міської управи, рос. Здание городской управы) — будівля в Ростові-на-Дону, побудована в середині XIX століття в стилі класицизм. Це одна з найстаріших кам'яних будівель міста, що збереглися до наших днів. Першим господарем будинку був купець П. Р. Максимов. Будинок Максимова має статус об'єкта культурної спадщини регіонального значення.

## Історія

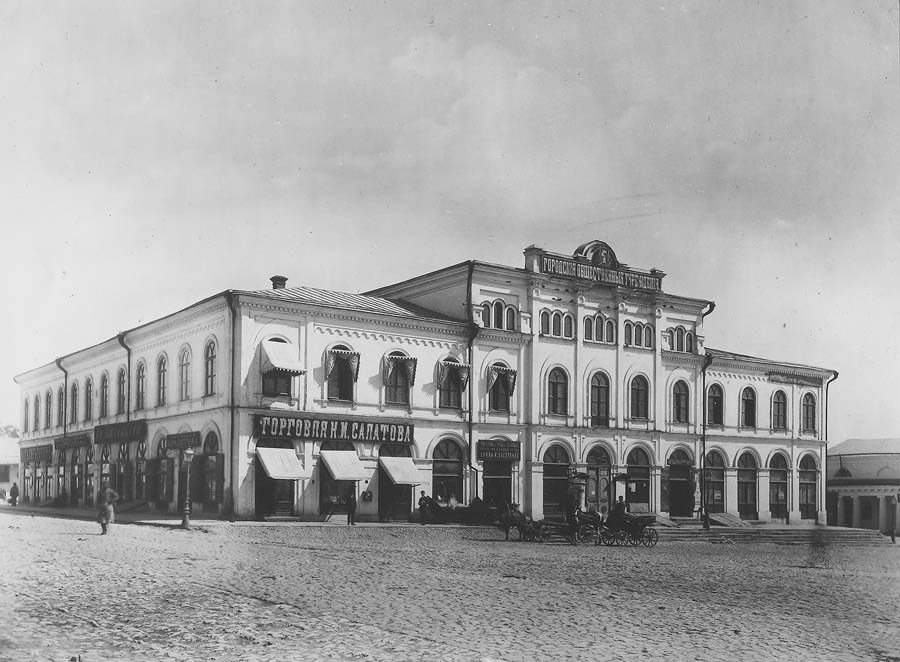
Будинок Максимова в XIX столітті

У 1867 році на Старій (Базарній) площі Ростова-на-Дону був побудований двоповерховий кам'яний прибутковий будинок. Він належав торговцеві зерном П. Р. Максимову, володів ссипкі і млинами. Згідно з деякими припущеннями, автором проекту будинку був Трохим Шаржінській. У 1868 році в будинку Максимова було відкрито нове приміщення громадських місць, і туди перейшли міська дума, купецьке і міщанське управління. Міська дума засідала в будинку Максимова до 1899 року, коли для неї було побудовано нову будівлю на Великій Садовій вулиці.
Крім міської думи в будинку Максимова в різний час розмічалися та інші установи: жіноче училище М. Л. Левкової, канцелярія купецького старости, школа фабрично-заводського навчання, спортивна школа, проектні інститути. В будинку Максимова також було безліч купецьких крамниць.
У 2000-х роках будівля змінило кілька власників, там розміщувалися різні магазини і офіси. У той же період почалися суперечки щодо охоронного статусу будинку Максимова. У квітні 2006 року Ленінський районний суд Ростова-на-Дону позбавив будинок Максимова статусу об'єкта культурної спадщини. Надалі прокуратура намагалася оскаржити це рішення. Будинок Максимова піддався реконструкції та перепланувань. У 2006 році на будинку була встановлена меморіальна дошка, але в 2011 році в ході ремонту фасаду її зняли. Пізніше була встановлена нова дошка.

## Архітектура
Будівля розташована на перетині вулиці Станіславського та провулку Семашко. Головний фасад звернений до собору Різдва Пресвятої Богородиці. Будинок побудовано в традиціях пізнього класицизму. Віконні прорізи першого і другого поверху мають напівциркульні завершення. Карниз з аркатурним поясом завершує декор фасадів. Центральна частина головного фасаду підкреслена мезоніном з низкою невеликих арочних вікон.

## Зноски
1. 1 2 3 4 5  Есаулов Г. В., Черницына В. А. Архитектурная летопись Ростова-на-Дону. — 2-е изд. — Ростов-на-Дону, 2002. — С. 39—40. — ISBN 5-8456-0489-3.
2. 1 2  Кукушин B. C. Русский классицизм // История архитектуры Нижнего Дона и Приазовья. — Ростов-на-Дону : ГинГО, 1995. — 275 с. — ISBN 5-88616-027-2.
3. ↑  Ростов-на-Дону (объекты культурного наследия регионального значения). Официальный портал Правительства Ростовской области. Архів оригіналу за 11 липня 2018. Процитовано 28 вересня 2013.
4. 1 2  Думские адреса и почти всё о доме Максимова. rostovbereg.ru. Архів оригіналу за 27 червня 2013. Процитовано 8 жовтня 2013.
5. ↑  Беспамятство в законе. Новая газета на Дону. 16 квітня 2006. Архів оригіналу за 11 липня 2018. Процитовано 8 жовтня 2013.
6. 1 2  Олег Петрушин (21 квітня 2011). Дом Максимова низложили. rostov-dom.info. Архів оригіналу за 11 липня 2018. Процитовано 8 жовтня 2013.
7. ↑  Сергей Петрович. Дом Максимова — гордость Ростова или его пасынок? // Ростов Официальный. — 2007. — № 38 (669). Архівовано з джерела 15 липня 2014. Процитовано 2017-06-19.